# Calpurni Bèstia
Els Calpurni Bèstia foren una branca familiar de la gens Calpúrnia, una família romana d'origen plebeu.
Pertangueren a aquesta branca:
- Luci Calpurni Bèstia, tribú de la plebs el 120 aC i cònsol el 111 aC
- Calpúrnia, filla de l'anterior i mare d'Antístia (esposa de Pompeu)
- Luci Calpurni Bèstia, participant en la Conspiració de Catilina, tal vegada net del primer
- Luci Semproni Atratí, nascut Luci Calpurni Bèstia, fill de l'anterior (o d'un germà o cosí) i adoptat per un membre de la família dels Semproni Atratí (o bé al revés: fill d'un Semproni Atratí i adoptat per Luci Calpurni Bèstia sense rebre'n el nom)